# Средно училище „Георги Брегов“
Средно училище „Георги Брегов“ е средно училище в Пазарджик. Носи името на дарителя и бивш кмет на града Георги Брегов.

## История

### Основаване и ранна история
СУ „Георги Брегов“ е наследник и продължител на откритото през 1864 г. взаимно училище към църквата „Св. Арахангел“ в квартал „Чиксалън“ в Татар Пазарджик. Пръв учител става Тома Попович.
До Освобождението (1878) училището се помещава в двора на църквата. Нова сграда е построена към 1890 – 1891 г. до Втора градска лечебница и носи името „Св. Арахангел“. Учениците му са около 200, разпределени в отделения, средно по 40. Учителите вече са 5 – 6, завършили педагогическо образование.

### Преименуване на училището
На свое заседание от 18 май 1921 г. Татарпазарджишкото училищно настоятелство взема решение основното училище „Св. Арахангел“ да се преименува на „Георги Брегов“ в чест на щедрия дарител, който развива активна благотворителна дейност. Датата 18 май се чества като патронен празник на СУ „Георги Брегов“.
Второто преименуване на училището е извършено през август 2016 г., когато по силата на новия образователен закон, училището променя името си на Средно училище „Георги Брегов“ гр. Пазарджик

### След Втората световна война
Триетажната сграда на училището е завършена през 1968 г. Разполага с 33 учебни стаи, конферентна зала, физкултурен салон, лекоатлетическа писта и работилница. До 1970 г. училището е начално. През 1971/72 учебна година получава статут на VIII ОУ „Георги Брегов“, а в него вече се обучават 926 ученици (I – VIII клас), като тук са преместени прогимназиалните класове на II прогимназия. През 1974/75 учебна година става първото ЕСПУ от I до IX клас на територията на община Пазарджик, а в него вече учат 1300 ученици.
За кратко (1979 – 1981) към училището е разкрит вечерен отдел, в който преместват учениците от вечерната гимназия.
През 1985 г. по повод 120-годишнината от създаването му училището е наградено с орден „Кирил и Методий“ I степен. През същата година в него се обучават 1150 ученици, разпределени в 36 паралелки с 68 преподаватели.
През 2002 г. към СОУ „Георги Брегов“ е основан Франкофонски театър с ръководител Елена Кунчева (френски език). В него се включват ученици, изучаващи Френски език. Театърът печели множество награди и отличия: Втора награда, Сребърна маска, категория А – XII Международен Фестивал на франкофонския ученически театър „Жан-Луи Баро“, Пловдив, 22 – 24 април 2005 г.; Специална награда – XV Международен Фестивал на франкофонския ученически театър „Жан-Луи Баро“, Стара Загора, 18 – 20 април 2008 г. Художественият ръководител на трупата, Елена Кунчева, бе отличена с грамота и награда от Националния дворец на децата след провелия се през месец февруари 2009 г. Втори национален конкурс за педагози, работещи с деца в сферата на извънкласни и извънучилищни дейности. Театърът взема участие в XVII международен фестивал на ученическите франкофонски театри във Варна (31 март – 3 април 2011).
През 2008 г., по идея на Таня Лазарова (учител по БЕЛ) и Илия Михайлов (учител по История и цивилизация), с консултант Александър Братоев (професионален артист), в СОУ „Георги Брегов“ е създадено и първото по рода си училищно театрално студио. В него се включват ученици от XII клас, випуск 2008. На 11 юни 2008 г. студиото представя пиесата „За маймуните и хората“ по Стефан Цанев.

### Профили по изкуство
В училището са основани профили „Изкуства“ – „Изобразително изкуство“, „Музика“ и „Хореография“.
От 1984 г. в гимназиалния курс са открити първите и единствени в областта профилирани паралелки по изобразително изкуство. Идеята за това принадлежи на художника Илия Толев, учител и методист при отдел „Народна просвета“ (1982).
Първи учители в тях са: художникът Методи Пешунов и скулпторът Костадин Маджаров. По-късно са привлечени Добри Гочев, Румен Нечев, Михаела Иванова, Иван Тодев, Тодор Димитров, Спас Киричев, Светослав Попов, Маргарита Иванова и др. специалисти в областта на графиката, живописта и скулптурата.
От учебната 1989/90 година в училището са открити и профилите „Музика“ и „Хореография“. Обучението осъществяват В. Терзийска, Т. Щерева, Цв. Аврамова. М. Пепелянкова, З. Атанасова, Цв. Христова, Н. Несторова. Изградени са училищни музикални формации, като: Народен хор „Яна“ с диригенти Т. Щерева и М. Георгиева; Камерен хор на девойките „Цвета“ с диригенти Цв. Аврамова и Г. Димитрова, Фолклорна група „Омана“, Мъжка фолклорна група „Арамии“ с художествен ръководител Н. Несторова. Те участват в множество регионални, национални и международни фестивали и конкурси и са носители на различни отличия.

### Други профили
От 2003/04 учебна година в СОУ „Георги Брегов“ се приемат ученици в профил „Природо-математически“, а от следващата година и в профил „Хуманитарен“.

## Училищни символи
Особен интерес представляват символите на училището. Уникални са 3-те стенописа, разположени на всеки етаж на сградата. Автор на тези стенописи е Теофан Сокеров. Стенописите са изработени през 1978 г. по инициатива на тогавашната директорка на училището Лидия Томова, която реализира мащабен ремонт и преустройство на централната сграда. Изработен е също и план за художествено оформление на етажите със стенни мозайки, но не е одобрен. Вместо това специална държавна комисия в София, начело с Дечко Узунов, предлага друг проект със стенописи. Той е предоставен за изпълнение на утвърдения вече по онова време художник Теофан Сокеров. Негов асистент става скулпторът Кирил Найденов. Цялата работа по стенописите продължава около 2 месеца.
През 2007 г. по идея на покойната вече Маргарита Грозданова (заместник-директорка тогава) е изработена и приета т.нар. „Бреговска клетва“. Тя гласи следното:
| „ | Аз, възпитаникът на СОУ „Георги Брегов“ гр. Пазарджик, тържествено се заклевам: във всичките си начинания и действия да ползвам тук получените от мен знания и умения само за доброто на хората; да се боря непрекъснато срещу предразсъдъците, невежеството и злото и в това да имам за свой съюзник добротата, дързостта на младостта и изкуството! | “ |

Клетвата се връчва ежегодно на всички зрелостници, завършващи своето средно образование в СОУ „Георги Брегов“.
Училищното знаме е червено на цвят с образа на Георги Брегов в средата.
Логото на училището има няколко варианта. Първият е създаден през 1980-те години и е използван за училищните униформи. Другите 2 варианта на логото са създадени през 1990-те години.
През 2006 г. по идея на Илия Михайлов („История и цивилизация“), Таня Стойнова („География и икономика“) и Таня Лазарова („БЕЛ“) е създадено логото на профил „Хуманитарен“.
През 2014 г. по повод предстоящата през 2015 г. 150-годишнина на училището Марин Кузев („Изобразително изкуство“) създава специално юбилейно лого.
Химнът на училището е озаглавен „Училищен свят“. Текстът му е създаден през 1995 г. от група ученици от XI Б клас, профил „Изкуства – музика“, а автор на музиката е Ваня Кордева от същия клас.
От 1992 г. ежегодно се издава училищен вестник „Бреговски свят“.
По случай 130-годишнината от основаването на училището (1995) върху сградата му е поставен релеф на Георги Брегов, чийто автор е Спас Киричев.
През 2014 г. СОУ „Георги Брегов“ отбеляза своя 150-годишен юбилей. По този повод Министерството на образованието връчва на директорката Добринка Райкова почетна грамота и плакет.
Училището разполага с богат архивен фонд в поделението на „Държавни архиви“ в Пазарджик.
През август 2016 г., по силата на новия образователен закон, училището променя името си на СУ „Георги Брегов“ гр. Пазарджик

## В социалните мрежи
Първият сайт на училището е създаден през 2007 г. През 2013 г. е обновен и разширен от Илия Михайлов (История и цивилизации), който създава паралелно и връзка в социалните мрежи: Google+, Twitter, Tumblr, YouTube, Flickr и Pinterest. През същата 2013 г. училищният психолог Петя Точкова създава и официалната страница на училището във Фейсбук. На 15 август 2023 г. стартира сайта на училището със собствен домейн: https://bregov.eu/

## Ръководители

### Главни учители
Хр. Калъчев (1897), Г. Ангелов (1910 – 1924), А. Божков (1923), Ив. Шукелов (1925), Вл. Атанасов, Ив. Карчинов (1934 – 1938), К. Папазов (1938 – 1946).

### Директори
С. Павлова (1946 – 1950), Г. Мърхов (1950 – 1955), П. Серева (1955 – 1963), носител на „Орден на труда“ – златен и орден „Кирил и Методий“ – II степен, М. Коцева (1963 – 1971), носител на орден „Кирил и Методий“ – II степен., С. Попова (1971 – 1975), Л. Томова (1975 – 1983), С. Гилева (1984 – 1991), М. Найденова (1992 – 2002), Е. Фърцов (2002 – 2004); от 2004 г. – Добринка Райкова, отличена от Община Пазарджик със званието „Директор на годината“ (2007 и 2014).